# Казалвијери
Казалвијери (итал. Casalvieri) је насеље у Италији у округу Фрозиноне, региону Лацио.
Према процени из 2011. у насељу је живело 386 становника. Насеље се налази на надморској висини од 351 м.

## Становништво
| 1931. | 1936. | 1951. | 1961. | 1971. | 1981. | 1991. | 2001. | 2011. |
| ----- | ----- | ----- | ----- | ----- | ----- | ----- | ----- | ----- |
| 5.800 | 5.499 | 5.658 | 4.242 | 3.204 | 3.023 | 3.216 | 3.211 | 2.867 |